# Musée du Rouergue
Das Musée du Rouergue, auch Musée des moeurs et coutumes, ist ein Heimatmuseum in Espalion im französischen Département Aveyron.
Das Museumsgebäude wurde 1838 bis 1844 nach Plänen des Départementsarchitekten Étienne Boissonade errichtet und diente bis 1933 als Gefängnis. Es war eines der ersten modernen Zellengefängnisse in Frankreich. Nach seiner Schließung im Zuge der Zentralisierung des Gefängniswesens stand der Bau zunächst leer. 1986 wurde das Museum eröffnet. Auf rund 600 m² Ausstellungsfläche werden unter anderem Keramik und Töpferwaren von der gallo-römischen Zeit bis in die Gegenwart, Haushaltsgegenstände aus Kupfer, Trachten und historisches Spielzeug gezeigt.